# Godshill (Wight)
Godshill is  in de unitary authority Wight, in het Engelse graafschap Wight. De civil parish telt 1459 inwoners.
In de plaats bevindt zich een miniatuurstad van Godshill en Shanklin op een schaal van op 1:10.
In 1968 vond er het eerste Isle of Wight Festival plaats, op Hell Field, nabij de Ford Farm. 
Arreton · Bembridge · Brading · Brighstone · Calbourne · Chale · Cowes · East Cowes · Fishbourne · Freshwater · Gatcombe · Godshill · Gurnard · Havenstreet and Ashey · Lake · Nettlestone and Seaview · Newchurch · Newport · Niton and Whitwell · Northwood · Rookley · Ryde · Sandown · Shalfleet · Shanklin · Shorwell · St Helens · Totland · Ventnor · Whippingham · Wootton Bridge · Wroxall · Yarmouth